# نورت دام دي ستانبريدج (كيبك)
نورت دام دي ستانبريدج (بالإنجليزية: Notre-Dame-de-Stanbridge, Quebec)‏ هي بلدية محلية في كيبيك تقع في كندا في Brome-Missisquoi Regional County Municipality. يقدر عدد سكانها بـ 660 نسمة ومساحتها 44.10 كم2 .